# Zadni Giewoncki Karbik

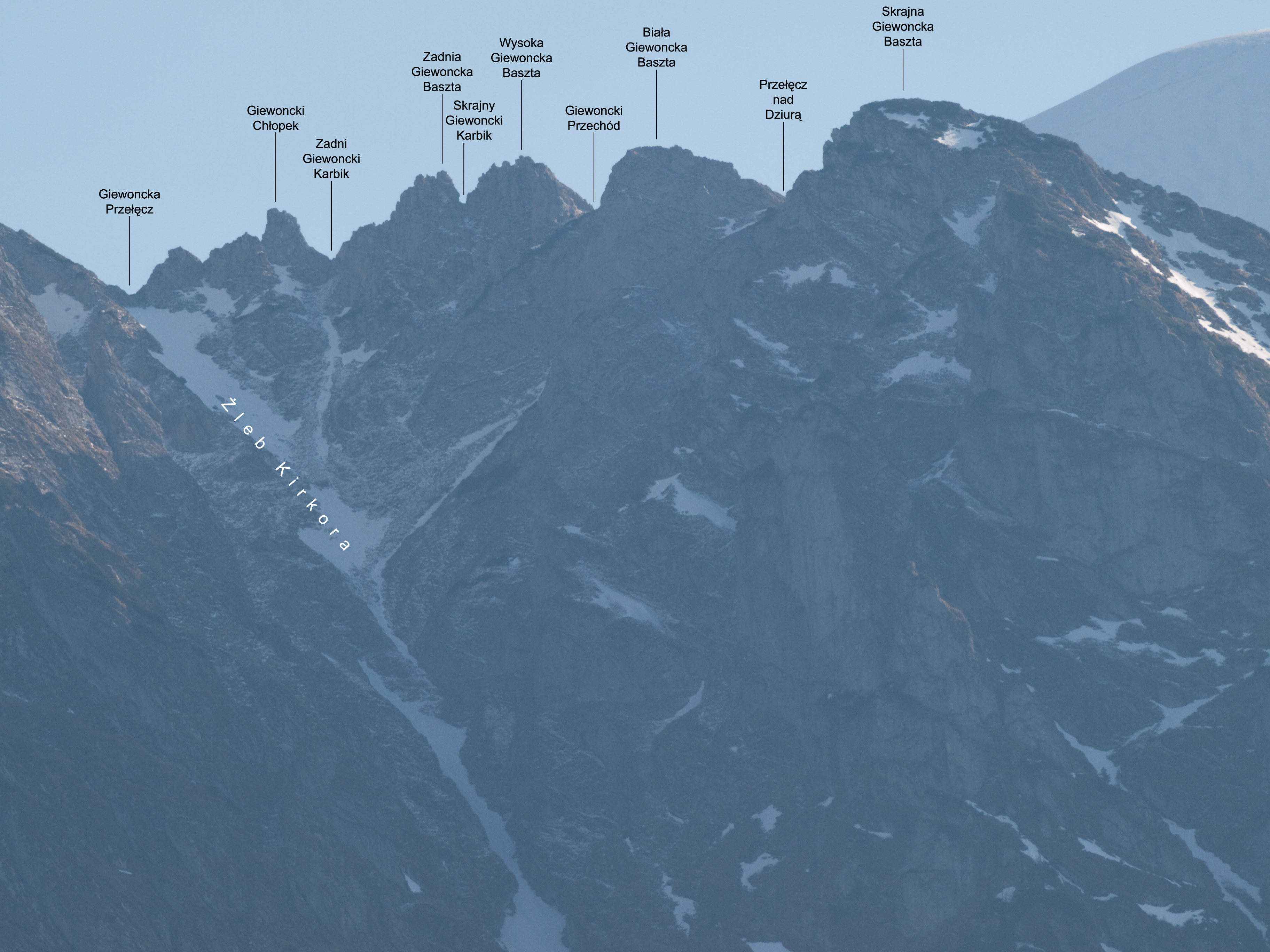
Widok na Mały Giewont od północnej strony

Zadni Giewoncki Karbik – przełączka w Małym Giewoncie w Tatrach Zachodnich. Znajduje się pomiędzy turnią Giewoncki Chłopek a Zadnią Giewoncką Basztą. Na wschodnią stronę do Żlebu Kirkora opada z niej krótki, ale stromy żlebek, stoki od południowej strony są łagodniejsze. Wejście z Zadniego Giewonckiego Karbika na Giewonckiego Chłopka jest dość trudne (III stopień w skali trudności UIAA), opada on bowiem w tę stronę niemal pionowym uskokiem o wysokości około 10 m, natomiast wejście na Zadnią Giewoncką Basztę jest łatwiejsze (tylko na pierwszych metrach II stopień trudności, potem łatwiej). Obecnie jest to jednak rejon zamknięty dla wspinaczki.
Południowym stokiem, kilkadziesiąt metrów poniżej przełączki prowadzi znakowany szlak turystyczny z Przełęczy w Grzybowcu na Wyżnią Kondracką Przełęcz.